# Brasc
Brasc é uma comuna francesa na região administrativa de Occitânia, no departamento de Aveyron. Estende-se por uma área de 20,14 km². Em 2010 a comuna tinha 178 habitantes (densidade: 8,8 hab./km²).